# Ana Madariaga
Ana Madariaga Ugarte (Portugalete, 13 de mayo de 1963) es una pedagoga y política del Partido Nacionalista Vasco que fue presidenta de las Juntas Generales de Vizcaya desde el año 2003 hasta 2015. 

## Biografía
En 1986 se licenció en Pedagogía por la Universidad de Deusto y en 1989 obtuvo el máster de Educación Especial en la misma universidad.
Una vez obtenido el título, trabajó como profesora de educación especial en Aspace y en un gabinete psicopedagógico llamado Irkaitz situado en el municipio de Portugalete durante 10 años (1987-1997).

#### Trayectoria política
Su trayectoria como política comienza en el año 1991 como concejala en el Ayuntamiento de Portugalete, cargo que ocupó hasta 1995 ya que, fue en este año, cuando la nombraron teniente alcalde y delegada del área de bienestar social y drogodependencias del mismo ayuntamiento.
Entre 1996 y 1999 fue apoderada en las Juntas Generales de Vizcaya y en este mismo año ascendió a diputada foral de cultura de Vizcaya hasta el año 2003.
Durante tres mandatos seguidos, de 2003 a 2015, fue presidenta de las Juntas Generales de Vizcaya. Y, desde 2015, es directora-gerente de Bilbao Musika.